# Cantarana
Cantarana je italská obec v provincii Asti v oblasti Piemont.
K 31. prosinci 2010 zde žilo 1 015 obyvatel.

## Sousední obce
Dusino San Michele, Ferrere, San Damiano d'Asti, Tigliole, Valfenera, Villafranca d'Asti